# Llista de cançons del Band Hero
Repertori complet de la banda sonora que inclou el videojoc musical Band Hero, expansió de la saga Guitar Hero basat en l'anterior Guitar Hero 5. Desenvolupar l'empresa Neversoft amb la col·laboració de Vicarious Visions i Budcat Creations, i distribuït per Activision i RedOctane, es tracta d'un videojoc musical on un màxim de quatre jugadors poden simular que toquen els instruments (micròfon, guitarra, baix i bateria) d'un grup de rock amb qualsevol combinació entre ells. El seu llançament es va produir durant el mes de novembre de 2009. Es van desenvolupar dues versions del videojoc, una per les consoles PlayStation 2, PlayStation 3, Xbox 360 i Wii, i una altra versió exclusivament per la Nintendo DS.

## Repertori principal consola
La banda sonora principal del videojoc està formada per 65 cançons famoses.
| Any  | Títol                                | Artista                               | Escenari               | Exportable |
| ---- | ------------------------------------ | ------------------------------------- | ---------------------- | ---------- |
| 2005 | "A Million Ways"                     | OK Go                                 | Mall of Fame Tour      | 1          |
| 1970 | "ABC"                                | The Jackson 5                         | Smoke & Water Festival | 1          |
| 1971 | "American Pie"                       | Don McLean                            | Hypersphere            | 1          |
| 1996 | "Angels of the Silences"             | Counting Crows                        | Everpop Awards         | 1          |
| 1981 | "Bad Reputation"                     | Joan Jett                             | Club La Noza           | 1          |
| 2009 | "Back Again"                         | Parachute                             | Paris                  | 1          |
| 2004 | "Beautiful Soul"                     | Jesse McCartney                       | Everpop Awards         |            |
| 2007 | "Believe"                            | The Bravery                           | Smoke & Water Festival | 1          |
| 1990 | "Black Cat"                          | Janet Jackson                         | Harajuku               | 1          |
| 2005 | "Black Horse and the Cherry Tree"    | KT Tunstall                           | Paris                  | 1          |
| 2003 | "Bring Me to Life"                   | Evanescence                           | Mall of Fame Tour      | 1          |
| 2005 | "Dirty Little Secret"                | The All-American Rejects              | Club La Noza           | 1          |
| 1982 | "Do You Really Want To Hurt Me"      | Culture Club                          | Mall of Fame Tour      | 1          |
| 1995 | "Don't Speak"                        | No Doubt                              | Everpop Awards         | 1          |
| 1988 | "Every Rose Has Its Thorn"           | Poison                                | Harajuku               | 1          |
| 2008 | "Fascination"                        | Alphabeat                             | Everpop Awards         | 1          |
| 2008 | "Gasoline"                           | The Airborne Toxic Event              | AMP Orbiter            | 1          |
| 2003 | "Hands Down"                         | Dashboard Confessional                | Red River Canyon       | 1          |
| 2007 | "Hang Me Up to Dry"                  | Cold War Kids                         | Mall of Fame Tour      | 1          |
| 1967 | "Happy Together"                     | The Turtles                           | Mall of Fame Tour      | 1          |
| 1969 | "Honky Tonk Women"                   | The Rolling Stones                    | Summer Park Festival   | 1          |
| 1968 | "I Heard It Through the Grapevine"   | Marvin Gaye                           | Smoke & Water Festival | 1          |
| 1979 | "I Want You to Want Me" (Directe)    | Cheap Trick                           | La Luz De Madrid       | 1          |
| 1996 | "If You Could Only See"              | Tonic                                 | Club La Noza           | 1          |
| 1983 | "In a Big Country"                   | Big Country                           | La Luz De Madrid       | 1          |
| 1995 | "Just a Girl"                        | No Doubt                              | Paris                  | 1          |
| 2000 | "Kids"                               | Robbie Williams i Kylie Minogue       | Paris                  | 1          |
| 1974 | "Kung Fu Fighting"                   | Carl Douglas                          | Red River Canyon       | 1          |
| 2008 | "L.E.S. Artistes"                    | Santigold                             | Club La Noza           | 1          |
| 1983 | "Let's Dance"                        | David Bowie                           | Mall of Fame Tour      | 1          |
| 2009 | "Lifeline"                           | Papa Roach                            | Paris                  | 1          |
| 2007 | "Like Whoa"                          | Aly & AJ                              | Red River Canyon       |            |
| 2006 | "Lips of an Angel"                   | Hinder                                | Smoke & Water Festival | 1          |
| 1983 | "Love is a Battlefield"              | Pat Benatar                           | Harajuku               | 1          |
| 2008 | "Love Story"                         | Taylor Swift                          | Summer Park Festival   | 1          |
| 1983 | "Mr. Roboto"                         | Styx                                  | Summer Park Festival   |            |
| 2006 | "Naïve"                              | The Kooks                             | AMP Orbiter            | 1          |
| 2003 | "Ocean Avenue"                       | Yellowcard                            | Harajuku               | 1          |
| 1964 | "Oh, Pretty Woman"                   | Roy Orbison                           | Mall of Fame Tour      | 1          |
| 1981 | "Our Lips Are Sealed"                | The Go-Go's                           | Smoke & Water Festival | 1          |
| 2007 | "Paralyzer"                          | Finger Eleven                         | La Luz De Madrid       | 1          |
| 2006 | "Picture to Burn"                    | Taylor Swift                          | Red River Canyon       | 1          |
| 2007 | "Pictures of You"                    | The Last Goodnight                    | Summer Park Festival   | 1          |
| 2006 | "Put Your Records On"                | Corinne Bailey Rae                    | Harajuku               | 1          |
| 1982 | "Rio"                                | Duran Duran                           | Red River Canyon       | 1          |
| 2002 | "Rock Star"                          | N.E.R.D.                              | Smoke & Water Festival | 1          |
| 1995 | "Santa Monica (Watch the World Die)" | Everclear                             | Club La Noza           | 1          |
| 2004 | "She Will Be Loved"                  | Maroon 5                              | Harajuku               | 1          |
| 2003 | "So Yesterday"                       | Hilary Duff                           | Smoke & Water Festival |            |
| 1999 | "Steal My Kisses"                    | Ben Harper and the Innocent Criminals | Summer Park Festival   | 1          |
| 2005 | "Sugar, We're Goin Down"             | Fall Out Boy                          | Harajuku               | 1          |
| 1999 | "Take a Picture"                     | Filter                                | Everpop Awards         | 1          |
| 2008 | "Take Back the City"                 | Snow Patrol                           | Summer Park Festival   | 1          |
| 2006 | "Take What You Take"                 | Lily Allen                            | Club La Noza           | 1          |
| 2006 | "The Adventure"                      | Angels & Airwaves                     | La Luz De Madrid       | 1          |
| 1997 | "The Impression That I Get"          | The Mighty Mighty Bosstones           | AMP Orbiter            | 1          |
| 2001 | "Turn Off the Light"                 | Nelly Furtado                         | Everpop Awards         | 1          |
| 1985 | "Walking on Sunshine"                | Katrina and the Waves                 | La Luz De Madrid       | 1          |
| 1996 | "Wannabe"                            | Spice Girls                           | Club La Noza           | 1          |
| 2008 | "Warwick Avenue"                     | Duffy                                 | La Luz De Madrid       | 1          |
| 2002 | "When I'm Gone"                      | 3 Doors Down                          | La Luz De Madrid       | 1          |
| 1980 | "Whip It"                            | Devo                                  | Summer Park Festival   | 1          |
| 1978 | "Y.M.C.A."                           | Village People                        | Everpop Awards         | 1          |
| 2008 | "You Belong With Me"                 | Taylor Swift                          | Red River Canyon       | 1          |
| 2004 | "You Had Me"                         | Joss Stone                            | AMP Orbiter            | 1          |

## Repertori principal Nintendo DS
En el cas de la banda sonora per la DS, el repertori està formada per 30 cançons.
| Títol                            | Artista                                        | Versió nord-americana | Versió europea |
| -------------------------------- | ---------------------------------------------- | --------------------- | -------------- |
| "The Age of the Understatement"  | The Last Shadow Puppets                        |                       | 1              |
| "All You Need"                   | Sublime                                        | 1                     |                |
| "A-Punk"                         | Vampire Weekend                                | 1                     |                |
| "Believe"                        | The All-American Rejects                       | 1                     |                |
| "Boots of Chinese Plastic"       | The Pretenders                                 | 1                     |                |
| "Call Me When You're Sober"      | Evanescence                                    | 1                     | 1              |
| "Club Foot"                      | Kasabian                                       |                       | 1              |
| "Crazy Little Thing Called Love" | Queen                                          | 1                     |                |
| "Everything About You"           | Ugly Kid Joe                                   | 1                     | 1              |
| "Excuse Me Mr."                  | No Doubt                                       | 1                     | 1              |
| "Fascination"                    | Alphabeat                                      | 1                     | 1              |
| "Feel Good Inc."                 | Gorillaz                                       |                       | 1              |
| "First Date"                     | Blink-182                                      | 1                     | 1              |
| "Fly Away"                       | Lenny Kravitz                                  |                       | 1              |
| "Get Free"                       | The Vines                                      | 1                     |                |
| "Girlfriend"                     | Avril Lavigne                                  | 1                     | 1              |
| "Golden Touch"                   | Razorlight                                     |                       | 1              |
| "Grace Kelly"                    | Mika                                           |                       | 1              |
| "The Great Escape"               | Boys Like Girls                                | 1                     |                |
| "Hungry Like the Wolf"           | Duran Duran                                    | 1                     |                |
| "I Predict a Riot"               | Kaiser Chiefs                                  | 1                     | 1              |
| "In Too Deep"                    | Sum 41                                         | 1                     |                |
| "Let's Get It Started"           | The Black Eyed Peas                            | 1                     | 1              |
| "Lump"                           | The Presidents of the United States of America | 1                     |                |
| "Manhattan"                      | Kings of Leon                                  | 1                     | 1              |
| "Monkey Wrench"                  | Foo Fighters                                   | 1                     | 1              |
| Munich"                          | Editors                                        |                       | 1              |
| "My Favourite Game"              | The Cardigans                                  |                       | 1              |
| "No One Knows"                   | Queens of the Stone Age                        | 1                     | 1              |
| "Our Truth"                      | Lacuna Coil                                    | 1                     |                |
| "She Will Be Loved"              | Maroon 5                                       |                       | 1              |
| "So What"                        | Pink                                           | 1                     | 1              |
| "Song 2"                         | Blur                                           |                       | 1              |
| "Spaceman"                       | The Killers                                    | 1                     | 1              |
| "Suddenly I See"                 | KT Tunstall                                    | 1                     | 1              |
| "Take What You Take"             | Lily Allen                                     |                       | 1              |
| "Thnks fr th Mmrs"               | Fall Out Boy                                   | 1                     | 1              |
| "Tripping"                       | Robbie Williams                                |                       | 1              |
| "Troublemaker"                   | Weezer                                         | 1                     |                |
| "Two Princes"                    | Spin Doctors                                   | 1                     |                |
| "Under My Thumb" (Directe)       | The Rolling Stones                             | 1                     | 1              |
| "Wannabe in L.A."                | Eagles of Death Metal                          | 1                     |                |
| Windows"                         | N.E.R.D                                        |                       | 1              |
| "Yellow"                         | Coldplay                                       |                       | 1              |
| "You Better Pray"                | The Red Jumpsuit Apparatus                     | 1                     |                |

## Material importable
Una de les característiques d'aquesta expansió és poder importar cançons de la banda sonora principal del Guitar Hero World Tour (35) Guitar Hero 5 (69) i del Guitar Hero: Greatest Hits (21) mitjançant una petita quota per pagar els drets de transferència. El procés de transferència requereix que el jugador introdueixi un codi únic segons la consola.

## Material descarregable
El Band Hero permet descarregar les cançons descarregables del Guitar Hero World Tour i també es preveu que sigui possible amb el Guitar Hero 5 però no disposa d'una llibreria pròpia de material descarregable. La majoria de les cançons són compatibles tot i ser de títols anteriors, però aquestes s'actualitzen automàticament i adquireixen les noves característiques que s'han afegit en el Band Hero. Tanmateix hi ha algunes cançons que són exclusives pel Band Hero tot i estar en la mateixa llibreria que el Guitar Hero 5.